# Украинский культурный фонд
Украинский культурный фонд (укр. Український культурний фонд) (УКФ) — государственное учреждение, основанное в 2017 году для содействия развитию культуры и искусства в Украине. Фонд действует под координацией Министерства культуры и информационной политики Украины и направлен на поддержку культурного разнообразия, интеграцию украинской культуры в мировой культурный простор, а также обеспечение доступа граждан к национальному культурному наследию.

## История создания
Идея создания фонда принадлежит Евгению Нищуку и была озвучена в начале 2017 года с целью обеспечения равного доступа к финансированию как для государственных, так и для независимых культурных инициатив. Летом 2017 года Верховная Рада Украины приняла Закон «Об Украинском культурном фонде», а в 2018 году фонд начал свою деятельность с выделением первого бюджета. 

## Деятельность
УКФ поддерживает проекты в различных секторах культуры, в частности аудиовизуальном искусстве, перформативном и сценическом искусстве, визуальном искусстве, литературе, культурном наследии и креативных индустриях. Приоритетом является не только сохранение культурного наследия, но и развитие инновационных проектов и содействие международному сотрудничеству. В 2019 году фонд поддержал 432 проекта, среди которых были как крупные фестивали (BookForum во Львове, Одесский международный кинофестиваль), так и локальные инициативы.
С 2021 года УКФ работает над новой семилетней стратегией развития, которая учитывает потребности и ожидания потребителей культурного контента в Украине. 

## Секторы поддержки со стороны Украинского культурного фонда
- Аудиовизуальное искусство (кино, телевидение, видео-арт, диджитал-арт, новые медиа, видеоигры, виджеинг);
- Культурные и креативные индустрии (фестивали и мероприятия, культурные и креативные пространства, креативное предпринимательство, инновации);
- Перформативное и сценическое искусство (театр, балет, танец, цирк, музыкальные спектакли (мюзикл, опера), перформанс, хеппенинг);
- Визуальное искусство (живопись, графика, мозаика, эстамп, инсталляция, плакат, литография, мурализм, стрит-арт, ленд-арт, скульптура, фотография, паблик-арт);
- Культурное наследие (библиотеки, музейное дело, архивы, ремесла, материальное и нематериальное культурное наследие);
- Литература и издательское дело (книги, периодика, журналы, печатные СМИ, литературные фестивали);
- Аудиальное искусство (живая/воспроизводимая музыка, саунд-арт, радио).

## Руководство
Главой фонда является Наталья Кривда, назначенная 6 марта 2024 года. Она является доктором философских наук, экспертом по истории культуры и мифологии, а также академическим директором MBA-программы Эдинбургской бизнес-школы.
Исполнительный директор фонда — Анастасия Образцова, назначенная 12 ноября 2024 года. Она имеет опыт руководства Украинским центром культурных исследований и принимала участие в формировании политик в сфере креативных индустрий.

## Наблюдательный совет
Наблюдательный совет УКФ является органом управления, который решает ключевые вопросы деятельности фонда. Его состав формируется из представителей Президента Украины, Министерства культуры, учреждений культуры и общественных объединений. 

## Миссия
Миссия Украинского культурного фонда заключается в развитии и популяризации украинской культуры, сохранении национального наследия и интеграции Украины в глобальное культурное пространство. 

## Внешние ссылки
- Официальный сайт Украинского культурного фонда